# جاك جونسون (مدرب كرة القاعدة)
جاك جونسون (بالإنجليزية: Jack Johnson)‏ هو مدرب كرة القاعدة ‏ أمريكي، ولد في 25 أبريل 1883 في توبيكا في الولايات المتحدة، وتوفي بنفس المكان في 29 يناير 1940.